# Georges Cadoudal (sonneur)
Pour les articles homonymes, voir Cadoudal et Georges Cadoudal.
Georges Cadoudal est un sonneur de biniou-braz né le 19 juin 1929 à Magoar et mort le 13 juin 2021 à Carhaix.
Avec Étienne Rivoallan, ils forment un couple de sonneurs qui participa activement au renouveau de la musique bretonne d'après-guerre. Membre fondateur du bagad Bourbriac, il en est le penn-soner de 1953 à 1964.

## Biographie

### Enfance et formation
Il est né le 19 juin 1929 à Magoar.
Issu d'une famille de musiciens qui anime des bals dans la région de Magoar, il joue de la bombarde avec son père. Ce dernier, qui jouait du bugle à l'harmonie de ND de Compostel, a décidé de devenir talabarder dans le bouillonnement culturel des années 1940.

### Carrière
Il co-fonde en 1946 avec Job Noël la Kevrenn Rostrenn, un des premiers bagadoù, composé de deux biniou bras, quelques bombardes et une clarinette. En 1948, le bagad se produit en public et Georges Cadoudal participe à un stage de la Bodadeg ar sonerion à Sarzeau, animé par Grumelec et Loeiz Ropars, ce qui élargit son répertoire et sa technique à la bombarde. L'année suivante, il participe à la création du cercle celtique de Bourbriac.
Dans les années 1950, il rencontre Étienne Rivoallan. Tous deux remettent au goût du jour le fest-noz et fondent le bagad de Bourbriac en 1953, jusqu'à arriver en première catégorie du championnat des bagadoù en 1960 et remporter le titre en 1962 mais il se voit déclassé à cause de la non présence de tambour ténor. En 1954, le couple Cadoudal-Rivoallan se présente au championnat des sonneurs, termine à la deuxième place à Gourin en 1957 et à la première trois fois de suite (1958, 1959 et 1960). Lors de sessions de collectage, ils participent à la découverte de la chanteuse Marie-Josèphe Bertrand et à l'ascension des frères Morvan en 1958. Étienne Rivoalan décède accidentellement en 1961. En 1961, il remporte le championnat des sonneurs avec Daniel Philippe.

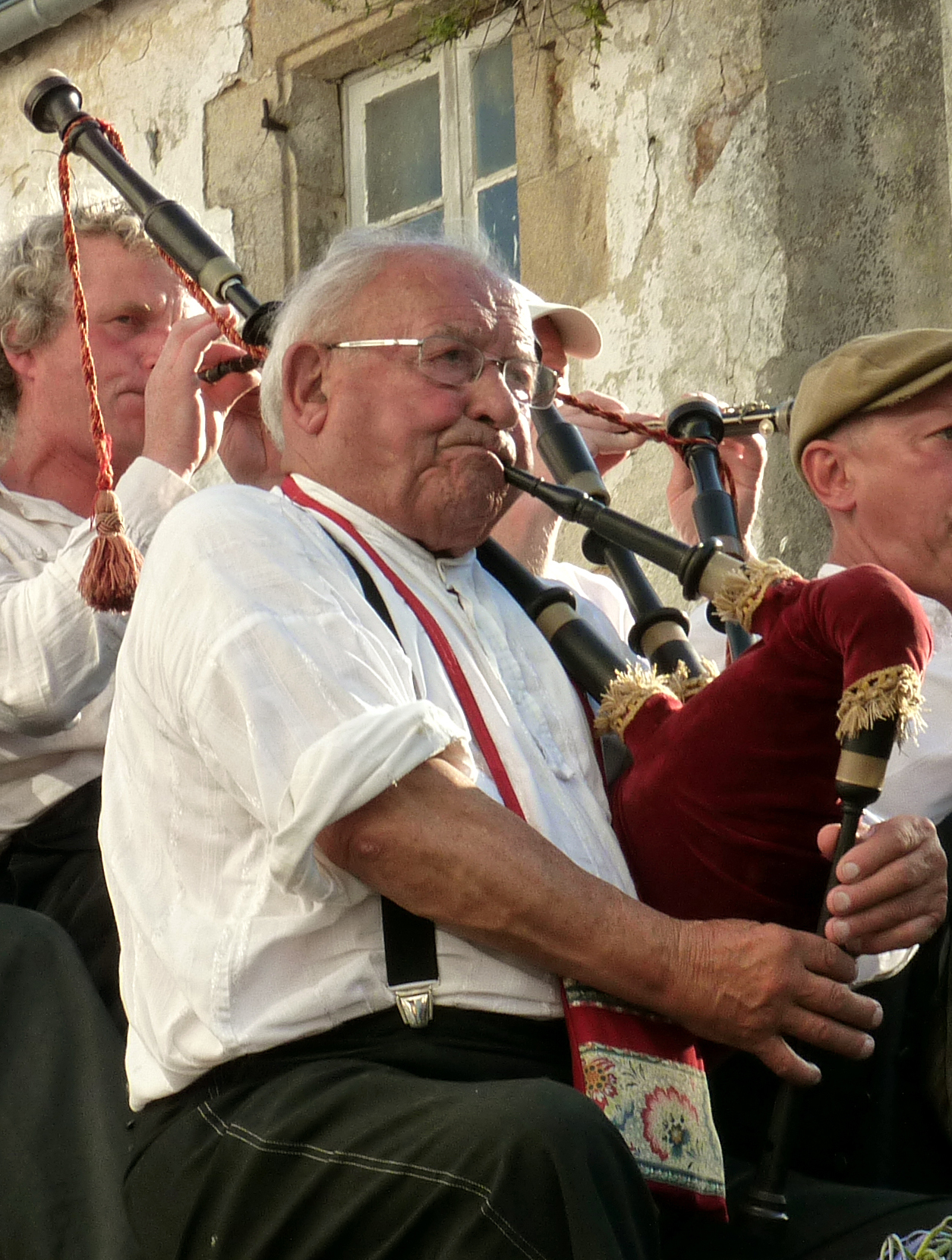
Georges Cadoudal avec Re an Are au festival Mouezh ar Gelted 2012 à Pont-Croix.

Il crée en 1966 le concours fisel de Rostrenen et, en 1994, le groupe Re an Are. Il s'installe comme éleveur de moutons à Brennilis, dans les Monts d'Arrée, et continue d'animer les marchés des environs, comme avec Marc Diraison, ou en fest-noz aux côtés de Dominique Le Moigne et Yann Goas. Son engagement est global et on le retrouve dans la défense de l’agriculture paysanne, les combats écologistes (création de l’association Bevañ e Menez Are). Actif dans la vie locale, il s'engage pour le maintien de l’hôpital de Carhaix et il fait une apparition dans le film Bowling.
Alan Stivell affirme « avoir été marqué par l'influence d'Étienne Rivoallan et Georges Cadoudal ». En août 2018, il reçoit le collier de l'ordre de l'Hermine en présence d'Alan Stivell,.

### Décès
Il meurt le 13 juin 2021 à Carhaix,.

## Palmarès
Champion des sonneurs, couple bombarde-binioù-bras :
- 1958 avec Étienne Rivoallan
- 1959 avec Étienne Rivoallan
- 1960 avec Étienne Rivoallan
- 1961 avec Daniel Philippe

## Discographie

### Avec Étienne Rivoallan
- En passant par la Bretagne no 4, Vega, 1954
- Sonneurs de Basse-Bretagne, Sonopresse, 1959
- Airs pour noce bretonne, Ducretet-Thomson, 1959

### Participations
- Fest-noz Cadoudal, Orion - 1975

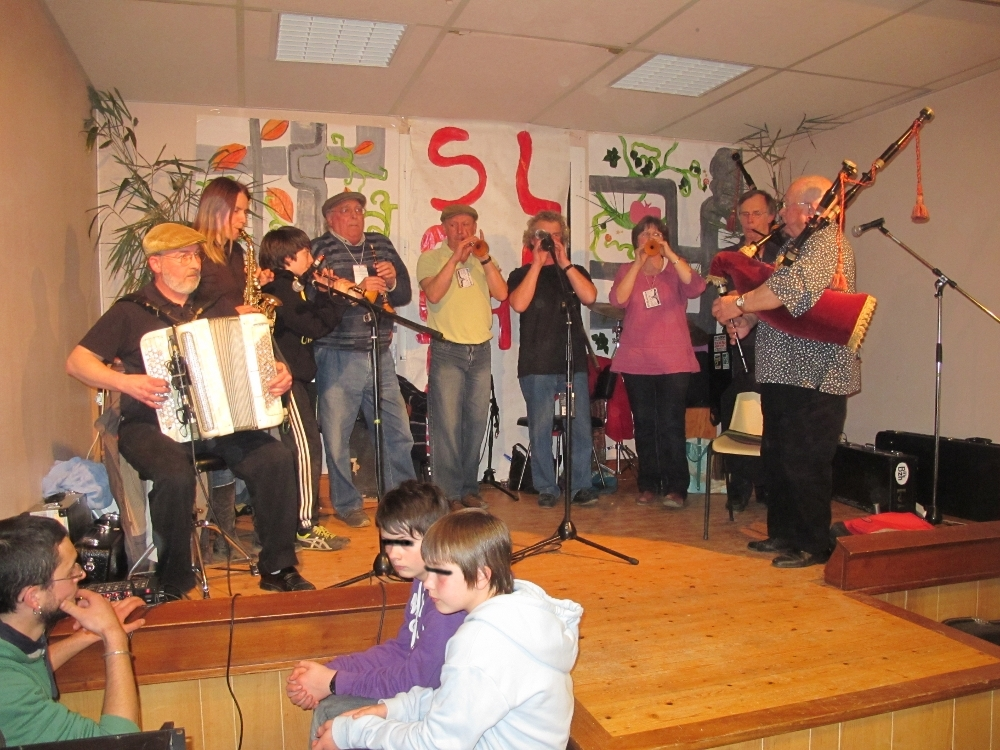
Re an Are en 2012.

- Souvenir de Bretagne Ya Breizh : Danses, Binious et Bombardes, Pathe-Marconi-Emi - 1976
- En Bretagne: Noce bretonne et fest-noz, Barclay
- ̈Chants et danses de Bretagne: l'Argoat, Ducretet-Thomson

#### Singles 45 tours
- Dérobée du pays de Guingamp - polka piked - dans tro plin - dans fisel, Mouez Breiz, 1957
- À travers le pays breton, Ducretet Thomson, 1959
- Heloise et Abellard - Gwerz an anon - suite de dans plin, Ducretet Thomson
- Suite Dans plinn, Ducretet-Thomson

### Filmographie
- Jorj stok ouzh an inizi (Georges a atteint les îles), film documentaire de Dounia Woltèche-Bovet, 2021, Tita B production. [voir en ligne]